# Süleyman Vəzirov
Süleyman Azad oğlu Vəzirov (ros. Сулейман Азадович Везиров; ur. 18 listopada 1910 w Baku, zm. 7 lutego 1973 tamże) – radziecki i azerski polityk, Bohater Pracy Socjalistycznej (1944).

## Życiorys
Syn pułkownika Azadbəya Vəzirova, uczył się w technikum przemysłowo-ekonomicznym w Baku, potem pracował w przemyśle naftowym, w latach 1929–1932 studiował na Wydziale Górniczym Azerbejdżańskiego Instytutu Politechnicznego. Od 1935 zastępca kierownika naftowego trustu przemysłowego „Mołotow-Nieft´”, od 1937 główny inżynier trustu „Kaganowicznieft´”, od 1940 główny inżynier, a od 1942 szef „Aznieftiekombinatu”. Od 1945 szef „Azniefti”, w 1946 przeniósł się do Moskwy, do centrali Ministerstwa Przemysłu Naftowego ZSRR, gdzie 1946–1949 był szefem Głównego Zarządu ds. Wydobycia Ropy Naftowej ZSRR i od 1948 zastępcą szefa Zarządu Technicznego Ministerstwa Przemysłu Naftowego ZSRR. Pracował m.in. przy wydobyciu ropy naftowej w Turkmeńskiej SRR. W latach 1954–1959 minister przemysłu naftowego Azerbejdżańskiej SRR, od 1959 przewodniczący Rady Gospodarki Ludowej Azerbejdżańskiej SRR, od 1965 zastępca przewodniczącego Rady Ministrów Azerbejdżańskiej SRR, od listopada 1970 zastępca przewodniczącego Prezydium Rady Najwyższej Azerbejdżańskiej SRR. Członek KC Komunistycznej Partii Azerbejdżanu i KC Komunistycznej Partii Turkmenii. Deputowany do Rady Najwyższej ZSRR 3., 5. i 6. kadencji i do Rady Najwyższej Azerbejdżańskiej SRR 4., 7. i 8. kadencji. Zasłużony działacz nauki i techniki Azerbejdżańskiej SRR. Mieszkał w Baku, gdzie zmarł i został pochowany.

## Odznaczenia i nagrody
- Medal Sierp i Młot Bohatera Pracy Socjalistycznej (24 stycznia 1944[1])
- Order Lenina (czterokrotnie – 27 kwietnia 1940, 24 stycznia 1944, 8 stycznia 1948 i 19 marca 1959)
- Order Czerwonego Sztandaru Pracy (sześciokrotnie – 6 lutego 1942, 28 stycznia 1950, 15 maja 1951, 10 grudnia 1960, 23 maja 1966 i 25 sierpnia 1971)
- Nagroda Stalinowska III klasy (1951)

I medale.